# Oude kerk (Nuenen)
De Oude Sint-Clemenskerk van Nuenen was een kerkgebouw, gelegen nabij de huidige Tomakker te Nuenen.

## Geschiedenis
Reeds in 1225 bestond in Nuenen een parochie. De bewuste oude kerk, gewijd aan paus Sint-Clemens, werd gebouwd in de 2e helft van de 15e eeuw. De kerk stond te midden van de akkers. In 1512 werd ze door de troepen van de hertog van Gelre in brand gestoken en omstreeks 1523 hersteld.
Van 1648 tot 1798 was de kerk in handen van de protestanten, die echter met te weinigen waren om behoorlijk onderhoud te kunnen uitvoeren, waardoor de kerk verviel. Daar kwam nog bij dat in 1779, 1792 en 1800 de kerk door blikseminslagen werd beschadigd. De katholieken, die in 1798 hun kerk hadden teruggekregen, bleven kerken in hun schuurkerk. 
De oude kerk werd uiteindelijk in 1823 afgebroken, op de toren na. Het is deze toren die in 1885 door Vincent van Gogh herhaaldelijk werd afgebeeld en ook werd beschreven in zijn brieven. Dit kon niet verhinderen dat de toren in hetzelfde jaar werd afgebroken.
Het kerkhof, dat bij het kerkje gelegen was, bleef bewaard. Het is hier dat men het graf van Theodorus van Gogh, de vader van Vincent, nog kan aantreffen.

## Heden
Het kerkhof is tegenwoordig gelegen te midden van de bebouwing van Nuenen, die zich sterk in oostelijke richting heeft uitgebreid. Met stenen heeft men de fundamenten van de kerktoren weer aangegeven. Verder staat er bij het kerkhof een houten kruisbeeld met gipsen corpus en een steen met de tekst:
Aanschouwt hoe Hij doorkorven is
En voor uw heil gestorven is
Het kruisbeeld is in 1935 opgericht door pastoor Herman Aldenhuijsen.